# Tandil (araña)
Tandil nostalgicus es una especie de araña araneomorfa de la familia Dictynidae. Es la única especie del género monotípico Tandil.

## Distribución
Es originaria de Argentina.